# Hovanella madagascarica
Hovanella madagascarica är en tvåhjärtbladig växtart som först beskrevs av Charles Baron Clarke, och fick sitt nu gällande namn av A. Weber och Brian Laurence Burtt. Hovanella madagascarica ingår i släktet Hovanella och familjen Gesneriaceae. Inga underarter finns listade i Catalogue of Life.